# Баланит
Баланит — воспаление головки полового члена, осложнение инфекционного (гонореи, трихомониаза, кандидоза, герпеса, сифилиса) или неинфекционного (сахарного диабета, псориаза и др.) заболевания.

## Этиология
Причины, которые вызывают баланит делятся на две группы: инфекционные и неинфекционные.
Инфекции, которые могут привести к клинике баланита: бактериальная инфекция (бактероиды, стафилококки, стрептококки, боррелии, бледная трепонема, гонококки, хламидии, гарденеллы), вирусы (вирус простого герпеса 1 и 2 типа, папилломавирус человека), простейшие (трихомонады), грибы (кандидоз) и чесоточным клещом (Scabies)
К неинфекционным причинам относят: воспалительные неинфекционные заболевания (баланит при реактивном артрите, красный плоский лишай гениталий, псориаз и другие), предраковые состояния (такие как эритроплазия Кейра и другие), заболевания, сопровождающиеся отеками (сердечная недостаточность, цирроз печени, почечная недостаточность), ожирение, аллергические реакции на латекс, некоторые лекарственные препараты (например: сульфаниламиды, тетрациклин, компоненты спермицидов и лубрикантов), травма и плохая гигиена.

## Клиника
Симптомы: отёк и покраснение крайней плоти, эрозии и гнойные выделения, воспаление паховых лимфоузлов. Наиболее тяжёлое осложнение — гангрена полового члена.
Баланопостит (баланит) в своём развитии проходят несколько стадий, в соответствии с которыми различают простой, эрозивный и гангренозный баланопостит.

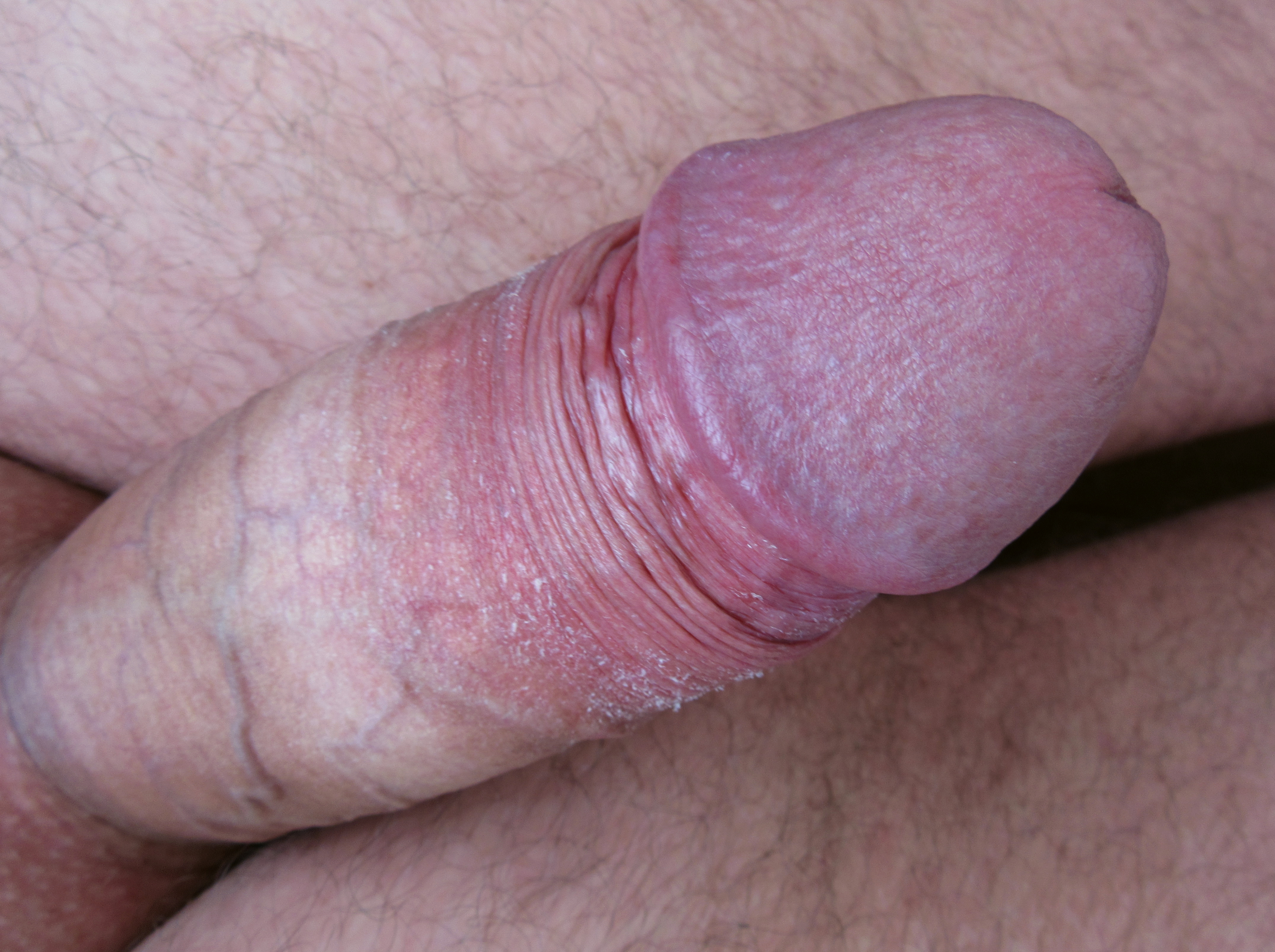
Воспаление внутренней поверхности крайней плоти

При простом баланопостите наблюдается гиперемия (покраснение), отёчность и мацерация кожи головки полового члена и внутреннего листка крайней плоти. При дальнейшем течении процесса на фоне гиперемии и отека формируются поверхностные изолированные и сливающиеся друг с другом эрозии разных форм и размеров. Эрозии покрыты гнойным отделяемым, по периферии окружены обрывками мацерированного эпителия. Больных беспокоит лёгкое жжение и зуд в области таза.
При эрозивном баланопостите происходит образование белых набухших участков омертвевшего эпителия. Потом формируются крупные резко отграниченные ярко-красные поверхностные эрозии с ободком мацерации по периферии. Процесс часто сопровождается болезненным регионарным лимфангитом и островоспалительным лимфаденитом регионарных паховых лимфатических узлов.
После излечения простого и эрозивного баланопостита рубцов не остаётся, но воспалительный процесс может осложниться развитием фимоза.
Эрозивный баланопостит, если его не лечить, может перейти в следующую стадию — гангренозный баланопостит, который характеризуется повышением температуры тела, недомоганием, общей слабостью. На фоне резкого отека и гиперемии головки и крайней плоти возникают глубокие болезненные гнойно-некротические язвы разной величины. Как правило, развивается островоспалительный фимоз. Также возможно такое осложнение, как перфорация крайней плоти. Язвы заживают медленно с формированием на их месте рубцов.

## Осложнения
Осложнения баланита и баланопостита развиваются у не леченных больных и включают фимоз, сужение мочеиспускательного канала (стеноз уретры) и развитие злокачественных новообразований.

## Диагностика
Диагностика: общий анализ крови и мочи, серодиагностика, преимущественно ПЦР, посев мочи и мазка из уретры с определением чувствительности к антибиотикам.
Во всех случаях баланопостита необходимо исключить сифилис (бактериоскопия соскоба на бледную трепонему, серологические реакции, конфронтация — обследование половых партнёров). У пациентов с рецидивирующим баланитом, проводят исследование уровня глюкозы крови, чтобы исключить сопутствующий сахарный диабет.

## Лечение

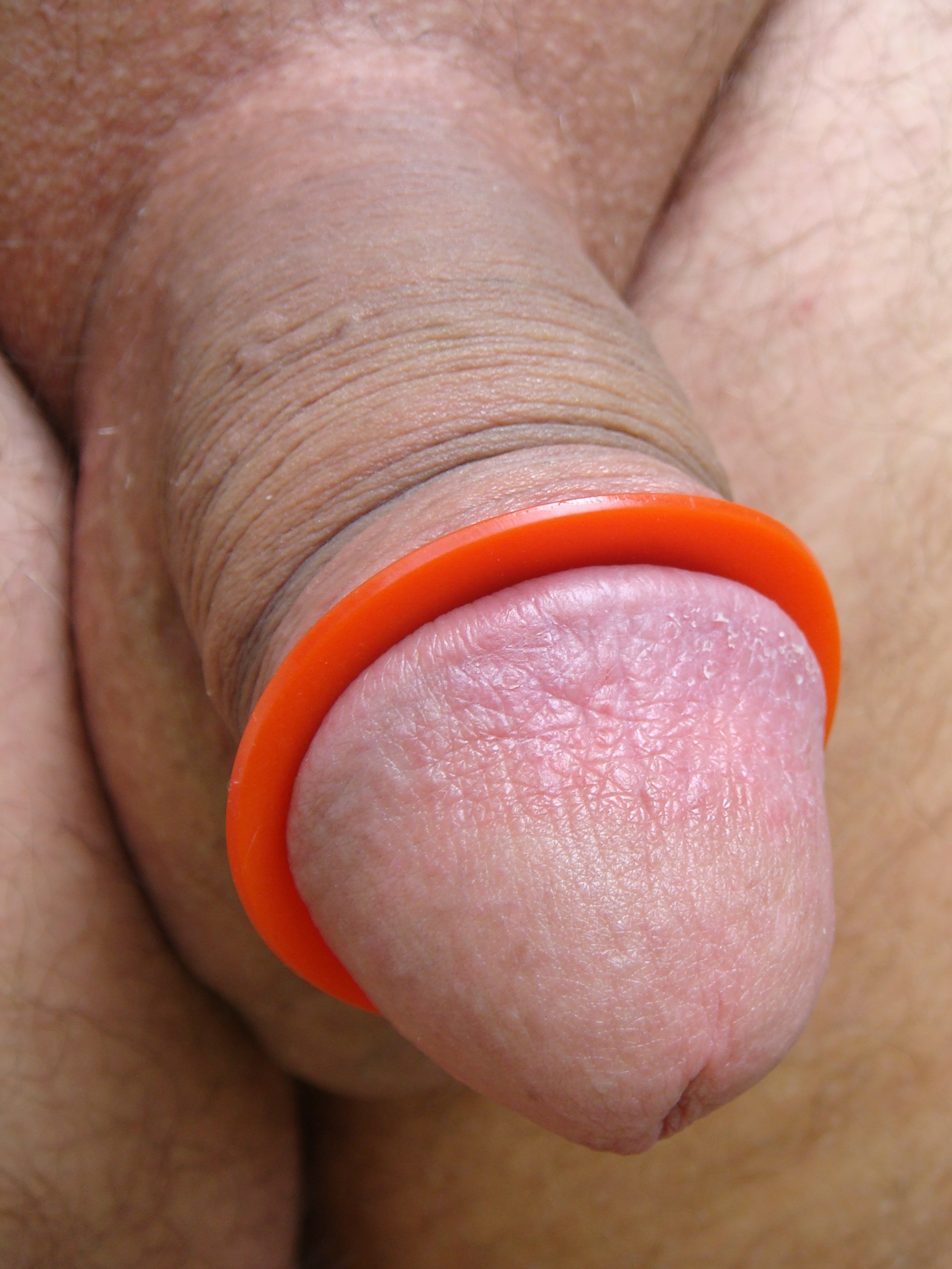
Использование силиконового кольца-ретрактора для поддержания головки постоянно открытой, что позволяет значительно сократить время лечения баланита

Ванночки с антисептическими растворами (Бетадин). В тяжёлых случаях — антибиотики. Гораздо реже необходимо оперативное лечение — иссечение крайней плоти.